# Latiblattella lucifrons
Latiblattella lucifrons är en kackerlacksart som beskrevs av Morgan Hebard 1917. Latiblattella lucifrons ingår i släktet Latiblattella och familjen småkackerlackor. Inga underarter finns listade i Catalogue of Life.